# La ley y la trampa
La ley y la trampa es el octavo álbum de estudio del cantautor argentino Oscar Chaqueño Palavecino. Fue lanzado en el año 2001 y constó de 14 sencillos.

## Portada
En la portada se encuentra un joven Palavecino de aproximadamente 40 años con su guitarra y vestimenta típica del folklore argentino.

## Información y composición
El álbum lanzado a principios de 2001 contiene 14 sencillos destacado principalmente por el homónimo del álbum, «La ley y la trampa», el éxito más destacado de Palavecino. Sin embargo, también contiene sencillos logrados como «Que me olvides tú», «La sin corazón» y «El dedo en la llaga», entre otros temas.
El proyecto con una duración total de 38 minutos, contó (según la discografía) con los géneros chacarera, zamba, gato, polca, takirari y carnaval cruceño.
Reversiones
El argentino Lit Killah reversiono el éxito La ley y la trampa en el año 2022. Palavecino mostró su alegro por la interpretación de su sencillo.

## Lista de canciones
| Lista de canciones de La ley y la trampa |                                      |          |  |
| N.º                                      | Título                               | Duración |  |
| 1.                                       | «Copla / Mi Voz»                     | 2:38     |  |
| 2.                                       | «Mi ave sin dueño»                   | 2:04     |  |
| 3.                                       | «Tramposo»                           | 2:58     |  |
| 4.                                       | «La ley y la trampa»                 | 2:48     |  |
| 5.                                       | «Árbol solo»                         | 2:20     |  |
| 6.                                       | «En el baile no estás sola»          | 2:57     |  |
| 7.                                       | «Que me olvides tú»                  | 2:45     |  |
| 8.                                       | «Ojos negros»                        | 1:47     |  |
| 9.                                       | «La carpa de Don Jaime»              | 2:47     |  |
| 10.                                      | «La sin corazón»                     | 2:30     |  |
| 11.                                      | «Mi nueva primavera»                 | 3:12     |  |
| 12.                                      | «La vi bajar por el río»             | 2:55     |  |
| 13.                                      | «El dedo en la llaga»                | 3:21     |  |
| 14.                                      | «Por los caminos de mi pago / Copla» | 2:44     |  |

## Premios y nominaciones
| Año  | Premio                | Categoría(s)                     | Nominación         | Resultado |
| ---- | --------------------- | -------------------------------- | ------------------ | --------- |
| 2002 | Premios Carlos Gardel | Mejor artista masculino Folklore | La ley y la trampa | Ganador   |